# Melinești
Melineşti é uma comuna romena localizada no distrito de Dolj, na região de Oltênia. A comuna possui uma área de 89.42 km² e sua população era de 4116 habitantes segundo o censo de 2007.